# Neochactas colombiensis
Espèce
Synonymes
- Broteochactas colombiensis González-Sponga, 1976

Neochactas colombiensis est une espèce de scorpions de la famille des Chactidae.

## Distribution
Cette espèce se rencontre en Colombie dans le département de Guainía et au Venezuela dans l'État d'Amazonas,.

## Systématique et taxinomie
Cette espèce a été décrite sous le protonyme Broteochactas colombiensis par González-Sponga en 1976. Elle est placée dans le genre Neochactas par Soleglad et Fet en 2003.

## Étymologie
Son nom d'espèce, composé de colombi[a] et du suffixe latin -ensis, « qui vit dans, qui habite », lui a été donné en référence au lieu de sa découverte, la Colombie.

## Publication originale
- González Sponga, 1976 : Broteochactas colombiensis (Scorpionida: Chactidae) nueva especie en la Amazonia de Colombia. Record de Broteas camposi Gonzalez-Sponga, 1972 para Venezuela. Boletín de la sociedad venezolana de ciencias naturales, vol. 32, no 132/133, p. 131-148.